# Боски (Пјаченца)
Боски (итал. Boschi) је насеље у Италији у округу Пјаченца, региону Емилија-Ромања.
Према процени из 2011. у насељу је живело 44 становника. Насеље се налази на надморској висини од 764 м.